# 1830年代の航空
< 1830年代
1820年代の航空 - 1830年代の航空 - 1840年代の航空
ここでは、1830年代の航空について取り上げる。

## 1836年
- 11月7日-8日 - チャールズ・グリーンが気球「ロイヤル・ヴォックスホール号」でロンドンからドイツのヴァイルブルクまでの770kmを飛行した。

## 1837年
- 7月 - ロバート・コッキングがパラシュートの改良を企てたが、その最初の試験で墜死した。

## 1838年
- ジョン・ワイズが空中で気嚢がガス漏れを起こした場合にそのままパラシュートと化す気球を開発した。
- 9月10日 - チャールズ・グリーンとジョージ・ラッシュが気球「ロイヤル・ヴォックスホール」号で2万7146フィート（8274メートル）の高度に到達した。